# Don Stark
Donald Stark (* 5. Juli 1954 in New York City, New York) ist ein US-amerikanischer Schauspieler.
Stark ist vor allem durch seine Rolle als Bob Pinciotti in der Sitcom Die wilden Siebziger bekannt, die er von 1998 bis 2006 spielte. Seit 1973 war er in mehr als 150 Film- und Fernsehproduktionen zu sehen.

## Filmografie (Auswahl)
- 1975: Die Bronx-Katzen (Switchblade Sisters)
- 1986: Peggy Sue hat geheiratet (Peggy Sue Got Married)
- 1988: Arthur 2 – On the Rocks (Arthur 2: On the Rocks)
- 1988: FBI Academy (Feds)
- 1994: Maverick – Den Colt am Gürtel, ein As im Ärmel (Maverick)
- 1994: 3 Ninjas – Kick Back (3 Ninjas Kick Back)
- 1995: 3 Ninjas – Fight & Fury (3 Ninjas Knuckle Up)
- 1996: Star Trek: Der erste Kontakt (Star Trek: First Contact)
- 1996: Santa Claus mit Muckis (Santa with Muscles)
- 1997–1998: Timecop (Fernsehserie, 9 Folgen)
- 1998–2006: Die wilden Siebziger (That ’70s Show, Fernsehserie, 194 Folgen)
- 2001: Slammed
- 2003: CSI: Den Tätern auf der Spur (CSI: Crime Scene Investigation, Fernsehserie, Folge 4x09)
- 2006: Stargate – Kommando SG-1 (Stargate SG-1, Fernsehserie, Folge 10x08)
- 2007: Supernatural (Fernsehserie, Folge 2x18)
- 2008: iCarly: Trouble in Tokio (iCarly: iGo to Japan, Fernsehfilm)
- 2012: John Carter – Zwischen zwei Welten (John Carter)
- 2012: The Mentalist (Fernsehserie, Folge 5x03)
- 2012: American Horror Story (Fernsehserie, Folge 2x07)
- 2012: Navy CIS (NCIS, Fernsehserie, Folge 9x19)
- 2012, 2014: Castle (Fernsehserie, 2 Folgen)
- 2013: Anger Management (Fernsehserie, Folge 2x17)
- 2013–2016: Hit the Floor (Fernsehserie, 33 Folgen)
- 2015: The Mindy Project (Fernsehserie, Folge 4x07)
- 2018: Green Book – Eine besondere Freundschaft (Green Book)
- 2018: Shameless (Fernsehserie, Folge 8x04)
- 2023–2024: Die wilden Neunziger (That '90s Show, Fernsehserie, 9 Folgen)